# Conservatoire national supérieur d'art dramatique

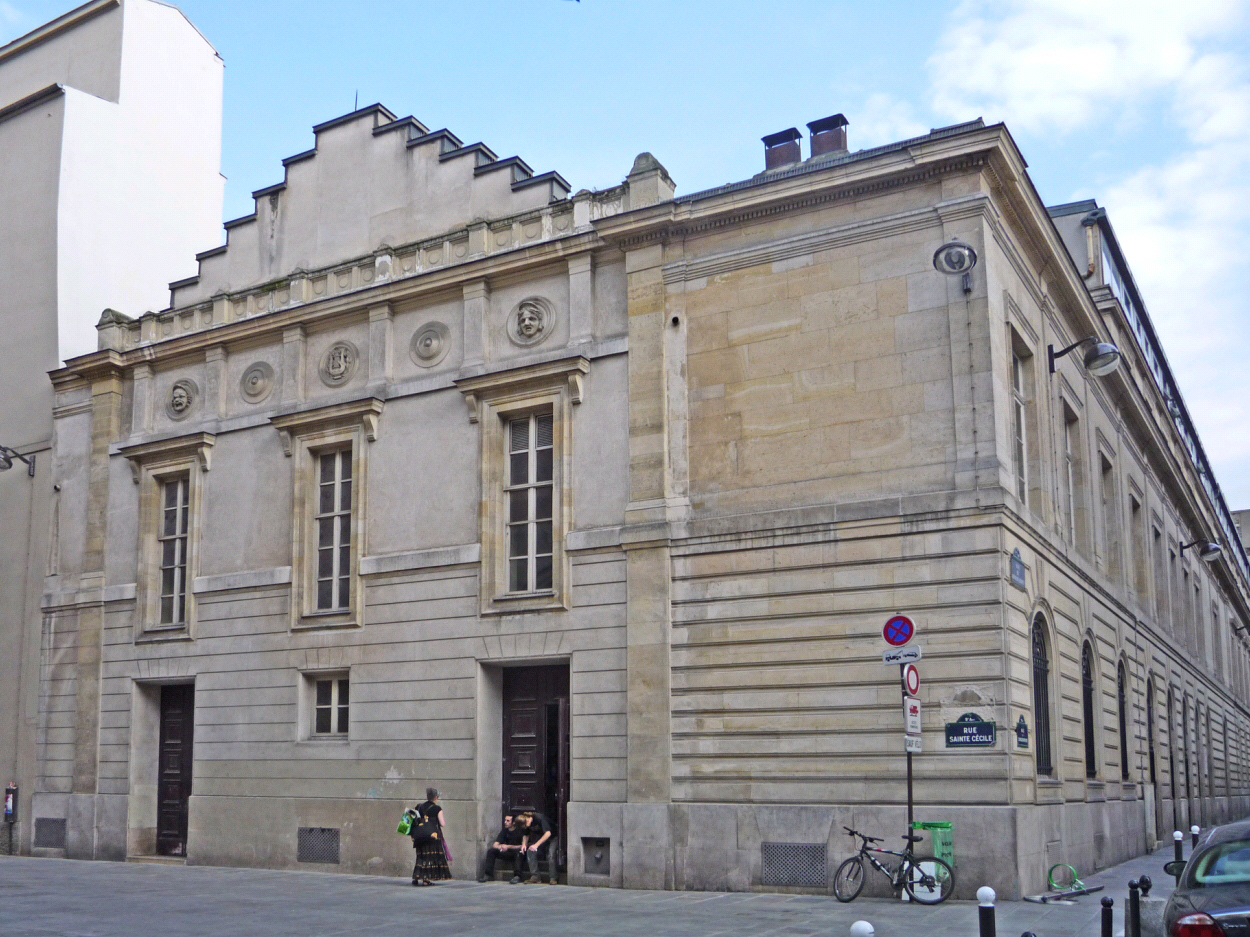
Conservatoire national supérieur d'art dramatique.

Conservatoire national supérieur d'art dramatique (CNSAD) är en fransk grande école, grundad 1946. CNSAD är Frankrikes nationella dramaakademi och ingår i PSL.

## Kända personer som studerat vid skolan
- Jean-Paul Belmondo
- Sarah Bernhardt
- Orane Demazis
- Françoise Fabian
- Aurélien Lugné-Poë